# Otto Salzer
Otto Salzer (ur. 4 kwietnia 1874 roku w Möglingen, zm. 7 stycznia 1944 roku w Obertürkheim) – niemiecki kierowca wyścigowy.

## Kariera
Przed 1903 rokiem Salzer pełnił funkcję inżyniera w fabryce Daimler-Motoren-Gesellschaft. W samochodach produkowanych przez Daimlera startował w wyścigach przed I wojną światową i na krótko po wojnie. W 1906 roku wyścig Circuit des Ardennes ukończył na dziewiątej pozycji, po problemach z oponami. Rok później Niemiec nie ukończył Grand Prix Francji. Samochód Mercedesa pokazał się z dobrej strony w wyścigu o Grand Prix Francji 1908, w którym Christian Lautenschlager odniósł zwycięstwo. Salzer ustanowił najszybsze okrążenie, jednak nie ukończył wyścigu. Po czwartej pozycji w 1913 roku, w sezonie 1914 Mercedes zdominował Grand Prix Francji, zajmując wszystkie stopnie podium, jednak Salzer był trzeci. Z powodów politycznych Salzer mógł powrócić do ścigania dopiero w 1922 roku, kiedy wyścig Targa Florio Niemiec ukończył na trzynastym miejscu. W późniejszych latach Niemiec startował głównie w wyścigach górskich.